# Jomdzsu
Jomdzsu (hangul: 염주군, Jomdzsu-kun, handzsa: 鹽州郡, RR: Yŏmju-kun, ’sós település’) megye Észak-Koreában, Észak-Phjongan (P'yŏngan) tartományban.
1952 decemberében hozták létre Rjongcshon (Ryongch'ŏn) és Csholszan (Ch'ŏlsan) megyék egyes részeiből.

## Földrajza
Északról Rjongcshon (Ryongch'ŏn), északkeletről Phihjon (P'ihyŏn), keletről Tongnim (Tongrim), délről Csholszan (Ch'ŏlsan), nyugatról a Sárga-tenger (Koreában „Nyugati-tenger”) határolja.
Legmagasabb pontja a 615 méter magas Mangilszan (망일산; 望日山, Mangilsan).

## Közigazgatása
1 községből (up (ŭp)), 22 faluból (ri (ri)) és 1 munkásnegyedből (rodongdzsagu (rodongjagu)) áll:
| - Jomdzsu-up (염주읍; 鹽州邑, Yŏmju-ŭp) - Tasza-rodongdzsagu (다사로동자구; 多獅勞動者區, Tasa-rodongjagu) - Namap-ri (남압리; 南鴨里, Namap-ri) - Nedzsung-ri (내중리; 內中里, Naejung-ri) - Tobong-ri (도봉리; 道峯里, Tobong-ri) - Tongbal-ri (동발리; 東鉢里, Tongbal-ri) - Tongszong-ri (동성리; 東城里, Tongsŏng-ri) - Rjongok-ri (련곡리; 蓮谷里, Ryŏn'gok-ri) - Rjonszan-ri (련산리; 蓮山里, Ryŏnsan-ri) - Rjongbuk-ri (룡북리; 龍北里, Ryongbuk-ri) - Rjongszan-ri (룡산리; 龍山里, Ryongsan-ri) - Pangok-ri (반곡리; 盤谷里, Pangok-ri) | - Pangung-ri (반궁리; 盤弓里, Pan'gung-ri) - Szamge-ri (삼개리; 三价里, Samgae-ri) - Szorim-ri (서림리; 西林里, Sŏrim-ri) - Szogam-ri (석암리; 石巖里, Sŏgam-ri) - Sindzsong-ri (신정리; 信井里, Sinjŏng-ri) - Öha-ri (외하리; 外下里, Oeha-ri) - Ingvang-ri (인광리; 仁光里, Ingwang-ri) - Csui-ri (주의리; 做義里, Chuŭi-ri) - Csungho-ri (중호리; 中虎里, Chungho-ri) - Haszok-ri (하석리; 下石里, Hasŏk-ri) - Hakszo-ri (학소리; 鶴巢里, Hakso-ri) - Hjangbong-ri (향봉리; 香峯里, Hyangbong-ri) |

## Gazdaság
Jomdzsu (Yŏmju) megye gazdasága földművelésre, gépgyártásra és ruhaiparra épül.

## Oktatás
Jomdzsu (Yŏmju) megye egy főiskolának, és ismeretlen számú általános- és középiskolának ad otthont.

## Egészségügy
A megye kb. 20 egészségügyi intézménnyel rendelkezik, köztük saját kórházzal.

## Közlekedés
A megye közutakon Phenjan (P'yŏngyang) és Sinidzsu (Sinŭiju) felől közelíthető meg. A megye vasúti kapcsolattal rendelkezik, a Phjongi (P'yŏngŭi) vasútvonal része.